# Grupa generała Daniela Konarzewskiego

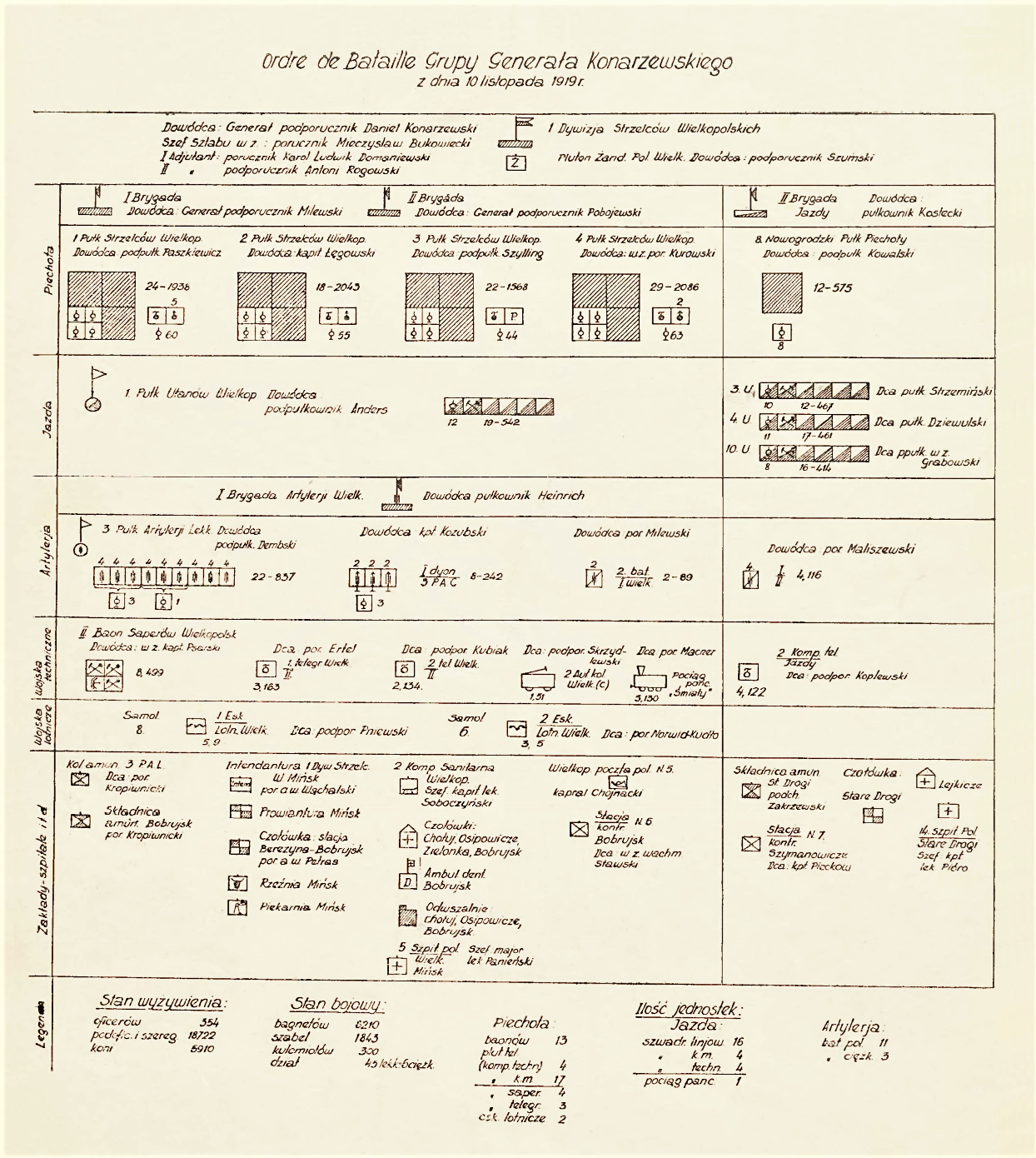
Stan na dzień 10 listopada 1919

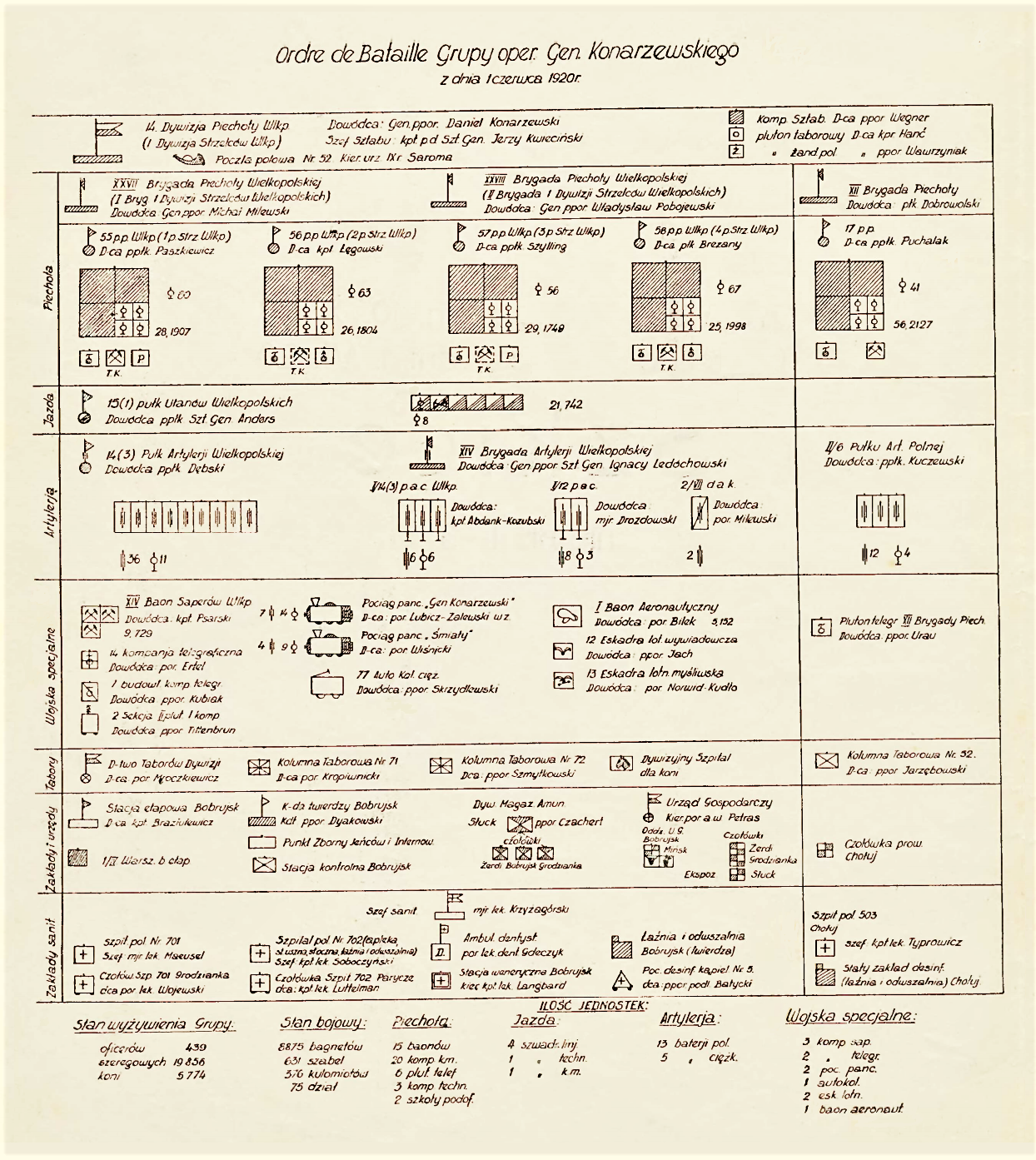
Stan na dzień 1 czerwca 1920

Grupa generała Daniela Konarzewskiego – wyższy związek taktyczny Wojska Polskiego okresu wojny polsko-bolszewickiej.

## Struktura organizacyjna
Skład 14 marca 1919
- dowództwo grupy
- 1 pułk strzelców Wielkopolskich ppłk. Gustawa Paszkiewicza
- I/1 pułku artylerii polowej wielkopolskiej mjr. Rudolfa Niemiry
- eskadra lotnicza wielkopolska ppor. Wiktora Pniewskiego

Skład w sierpniu 1919
- dowództwo grupy
- 3 pułk strzelców wielkopolskich
- 4 pułk strzelców wielkopolskich
- 1 pułk ułanów wielkopolskich
- I i II dywizjon 3 pułku artylerii polowej wielkopolskiej
- 2 bateria 2 pułku artylerii ciezkiej wielkopolskiej

Skład 4 sierpnia 1920
- dowództwo grupy
- 14 Dywizja Piechoty
- grupa generała Zdzisława Kosteckiego
  - VIII Brygada Piechoty
  - 2 Brygada Jazdy